# بخش ریچلند (شهرستان دارک، اوهایو)
بخش ریچلند (به انگلیسی: Richland Township) یک منطقهٔ مسکونی در ایالات متحده آمریکا است که در شهرستان دارک، اوهایو واقع شده‌است.
 بخش ریچلند ۵۴٫۹ کیلومتر مربع مساحت و ۸۴۱ نفر جمعیت دارد و ۲۹۸ متر بالاتر از سطح دریا واقع شده‌است.